# Tet

Fenickie tet

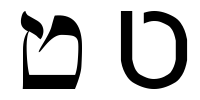
Hebrajskie tet w kroju pisma (od prawej): nowoczesnym bezszeryfowym i tradycyjnym

Tet (ט ,ط) – litera alfabetów semickich, m.in. fenickiego, aramejskiego, arabskiego, hebrajskiego.
W arabskim jest transliterowana jako ṭ. W hebrajskim odpowiada dźwiękowi [t]. W wymowie sefardyjskiej i przypuszczalnie w fenickim odróżnia się od taw obecnością faryngalizacji.